# ケーツーワークス
株式会社ケーツーワークス（k2works Inc.）はオリジナルのシステムキッチン、オーダーキッチンやオーダー家具のデザイン・設計・製作・施工・販売まで一貫して行う会社。

## 概要
東京都中央区にショールームを持ち、施主の希望を細かく取り入れ、低コストでデザイン性と機能性を兼ね備えた製品を提供するため、設計事務所からの評価も高い。得意分野は、ウレタン塗装扉、天然木扉、オーダーステンレスカウンター、オーダーシンク、ハーフェレ社製品の組み込み、ブルム社製品の組み込み等である。